# Julien Ory
Pour les articles homonymes, voir Ory.
Pas d'image ? Cliquez ici

a Compétitions nationales et continentales officielles uniquement.

Dernière mise à jour le 26 décembre 2022.
Julien Ory, né le 24 août 1996, est un joueur français de rugby à XV. Il évolue au poste de troisième ligne aile au Stade français.

## Biographie
Originaire du Brusc, Julien Ory commence le rugby à XV à l'US La Seyne à l'âge de 7 ans et il y reste jusqu'en moins de 15 ans première année. Il est ensuite recruté par le RC Toulon avec lequel il joue plusieurs années, jusqu'à ce que la FFR supprime les reichels. Le club lui propose alors un tutorat, mais ne connaissant pas trop ce système et l'ayant mal pris, il quitte Toulon et retourne à La Seyne-sur-Mer. Il y reste deux ans avant de revenir au RCT à la demande de l'entraîneur des espoirs, Olivier Beaudon, et de finalement faire deux ans en tutorat avec l'US La Seyne puis d'être conventionné avec le RC Toulon. Alors qu'il n'est pas conventionné, il intègre le groupe professionnel en octobre 2017 et participe à deux feuilles de matchs en tant que 24e joueur, mais le club se rend compte après que finalement, à cause de son tutorat, il n'avait pas le droit de jouer. Julien Ory finit l'année en s'entraînant avec les professionnels et en jouant avec les espoirs.
En 2019, il est champion de France espoir avec le RC Toulon, et il signe son premier contrat professionnel avec le club pour les deux prochaines saisons.
Julien Ory est très proche de Bernard Laporte. Il est le directeur général de l'entreprise de restauration Juber SA, (pour « Julien et Bernard »), qui possède un camion de vente à emporter de rôtisserie-traiteur,.

## Palmarès
RC Toulon
- Vainqueur du Championnat de France espoirs en 2019
- Finaliste du Challenge européen en 2020

## Style de jeu
Bien que son poste de prédilection soit troisième ligne aile, Julien Ory peut aussi jouer comme centre.
Patrice Collazo dit de lui : « Il a un profil atypique. Je l’ai découvert avec les Espoirs. Il était au-dessus des autres. Il s’est montré à l’aise avec nous à l’entraînement. J’avais un doute positif à son sujet. J’ai voulu le voir à balle réelle. Il a fait une entrée intéressante contre Grenoble. À cause du carton rouge (de Raphaël Lakafia), je n’ai pu le faire jouer qu’une dizaine de minutes. J’espère pouvoir lui donner d’autres opportunités d’ici la fin de la saison même s’il a des phases finales à vivre avec les Espoirs. S’il peut valider sa saison avec un titre, ça compte. Ce sont des occasions à saisir. ».
Sur le gabarit de Julien Ory : « Julien compense son gabarit par beaucoup de vitesse. Ses interventions sont très franches. Il ne doit pas se cantonner au seul combat. À lui de s’améliorer techniquement, à lui de bien lire et bien jouer les opportunités qu’il saura se créer. ».